# فلوریان واشون
فلوریان واشون (فرانسوی: Florian Vachon‎؛ زادهٔ ۲ ژانویهٔ ۱۹۸۵) دوچرخه‌سوار اهل فرانسه است.
از باشگاه‌هایی که در آن رکاب زده‌است می‌توان به روبه–لیل متروپول و تیم دوچرخه‌سواری فورتونئو–اسکارو اشاره کرد.